# Rettungsgerät
Rettungsgeräte im medizinischen Sinn dienen dem Transport, der Immobilisation sowie der Versorgung und Überwachung von Verletzten und Erkrankten.

## Transportgeräte
Medizinische Transportgeräte dienen der Lageveränderung und Bewegung von Patienten.
Die DGUV führt dazu aus: „Rettungstransportmittel dienen dem fachgerechten, schonenden Transport Verletzter vom Ort des Geschehens zur weiteren Versorgung im Erste-Hilfe-Raum, zum Arzt bzw. zur Ärztin oder ins Krankenhaus.“
Das am häufigsten genutzte Transportgerät ist die Fahrtrage des Rettungswagens.
Ist es nicht notwendig oder möglich einen Patienten liegend zu transportieren, kann ein Tragstuhl eingesetzt werden.
Transportgeräte für die Umlagerung von Patienten sind:
- Schaufeltragen
- Rettungstuch
- Rettungsbrett

Eine Sonderform der Trage stellt die Schleifkorbtrage dar.
Als Transportgeräte in der Wasser- und Eisrettung sind des Weiteren
- Gurtretter und
- Rettungsball

zu nennen. Ihr Einsatz bezieht sich jedoch lediglich auf den Transport, bzw. das Halten einer Person im Wasser.

## Immobilisationsgeräte
Mit Immobilisationsgeräten sollen der Körper oder Körperteile eines Patienten an einer möglicherweise schädigenden Bewegung gehindert (immobilisiert) werden.
Universell einsetzbar sind Alu-Polsterschienen zur Schienung von Brüchen an den Extremitäten.
Zur Immobilisation der Halswirbelsäule wird eine Cervicalstütze verwendet, umgangssprachlich hat sich die Herstellerbezeichnung „Stiffneck“ durchgesetzt.
Häufig wird für die Immobilisation auch auf Vakuumschienmaterial zurückgegriffen, bei dem durch Absaugen von Luft aus einer mit Granulat gefüllten Hülle eine harte Schiene entsteht. Nach entgegengesetztem Prinzip funktionieren Luftkammerschienen, welche mit Luft aufgeblasen werden müssen.
Zur Immobilisation eines Patienten in einem verunfallten Fahrzeug wird häufig auf ein Rettungskorsett zurückgegriffen.
Eine Immobilisation kann ebenfalls mit einem Rettungsbrett unter Zuhilfenahme einer Cervicalstütze und einer Kopffixierung erfolgen.

## Versorgungs- und Überwachungsgeräte
Bekanntestes Versorgungs- und Überwachungsgerät ist der Defibrillator. Moderne Defibrillatoren in Rettungswagen ermöglichen zugleich durch Zusatzmodule die Überwachung (Monitoring) der Vitalparameter des Patienten.
Für die Laienhilfe stehen an vielen öffentlichen Orten automatisierte externe Defibrillatoren (AED) zur Verfügung.
Zur Entlastung des Rettungsdienstpersonals und zur konstanten Durchführung der Reanimation finden häufig auch mechanische Reanimationshilfen Anwendung.